# عملات تذكارية بمناسبة الذكرى الخمسين لرحلة أبولو 11
تم إصدار العملات التذكارية بمناسبة الذكرى الخمسين لرحلة أبولو 11 (بالإنجليزية: Apollo 11 50th Anniversary commemorative coins) من قبل دار سك العملة الأمريكية في عام 2019، وذلك احتفاءً بالذكرى الخمسين لأول هبوط مأهول على سطح القمر بواسطة رائدي الفضاء نيل آرمسترونغ وبز ألدرين. تضمنت المجموعة أربع عملات: نصف نسر ذهبي (عملة بقيمة 5 دولارات)، ودولارين فضيين بحجمين مختلفين، ونصف دولار مطلي بالنحاس والنيكل. صدرت العملات الأربعة بنسخ إثباتية (Proof)، مع إصدار نسخة غير متداولة (Uncirculated) لكل منها باستثناء الدولار الفضي الكبير. تم سك العملات الذهبية في دار سك العملة في ويست بوينت، والعملات الفضية في فيلادلفيا، والعملات المعدنية العادية في داري السك في دنفر وسان فرانسيسكو.
جميع العملات المعدنية الأربعة لها التصميم نفسه. ويصور الوجه الأمامي للعملة بصمة قدم على سطح القمر، مستوحاة من صورة التقطها ألدرين. التصميم من إبداع النحات غاري كوبر (Gary Cooper)، ونُقش بواسطة جوزيف مينا ‏ من دار السك. فيما يُظهر الوجه الخلفي، كما أقره الكونغرس، قناع وخوذة محيطة ببدلة الفضاء التي كان يرتديها ألدرين، مع وجود آرمسترونغ وعلم الولايات المتحدة ونسر وحدة أبولو القمرية في الانعكاس، وذلك استنادًا إلى صورة شهيرة التقطها أرمسترونغ، وتم إنشاؤها ونقشها بواسطة فيبي هيمفيل ‏ من دار سك العملة. جعل هذا التصميم ألدرين سابع شخص يظهر على عملة أمريكية وهو على قيد الحياة.
تتميز العملات بشكلها المُنحني، حيث يظهر الوجه الأمامي مقعرًا والوجه الخلفي محدبًا. قبل إصدارها في 24 يناير 2019، توقّع البعض نفاد بعض الفئات كما حدث مع عملات قاعة مشاهير البيسبول لعام 2014، ولكن ذلك لم يحدث. انتهت المبيعات في 27 ديسمبر 2019، وكانت هذه السلسلة الأكثر نجاحًا في إصدار العملات التذكارية في الولايات المتحدة منذ إصدار قاعة مشاهير البيسبول، حيث بيعت أكثر من 600 ألف عملة تذكارية لأبولو 11. فاز الدولار الفضي الأكبر بجائزة عملة العام لإصدارات عام 2019، وتم التصويت له كأفضل عملة فضية قابلة للجمع في مؤتمر مديري دور السك لعام 2023.

## خلفية

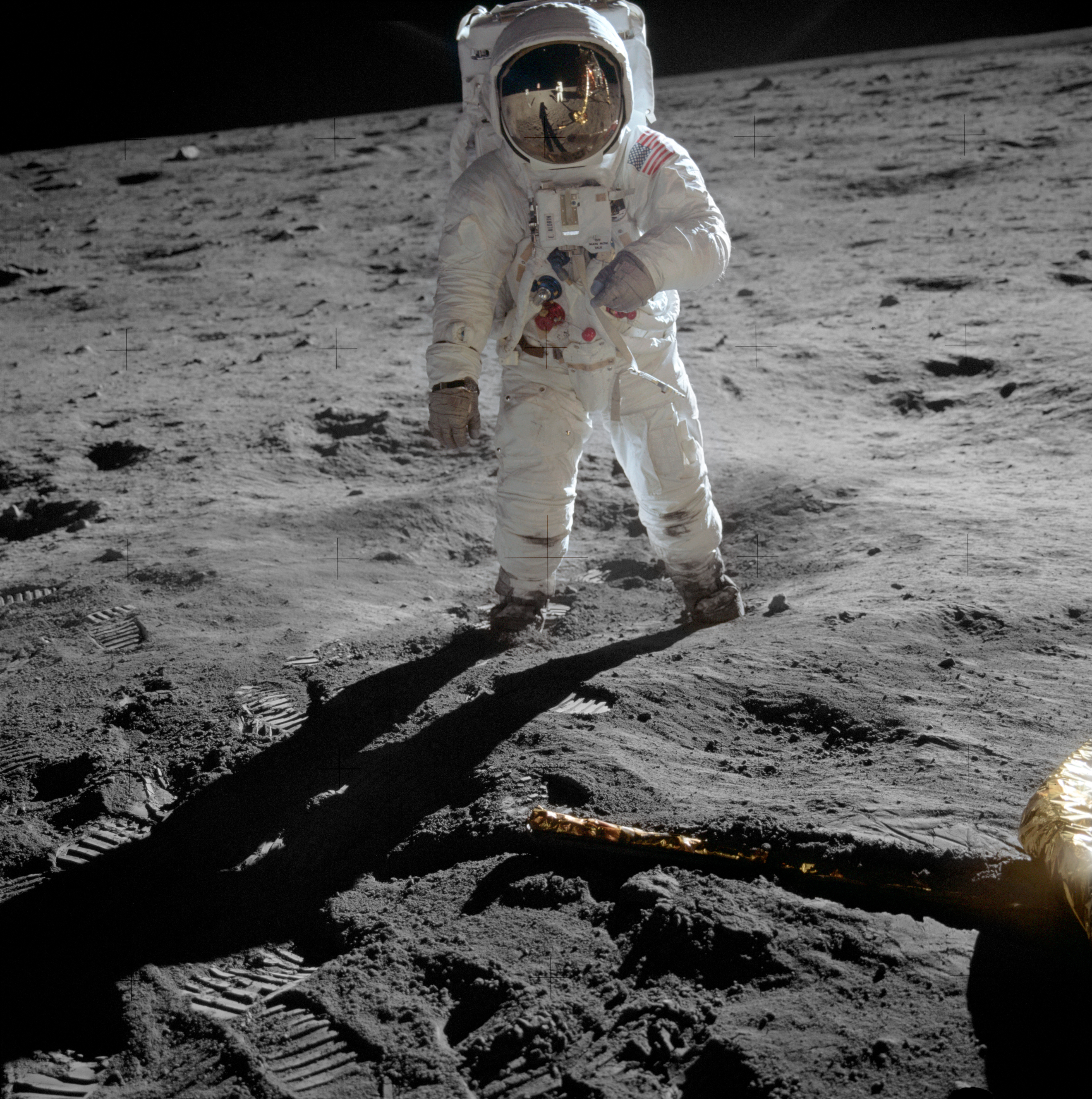
باز ألدرين على القمر، كما صوّرهُ نيل آرمسترونغ، والذي يمكن رؤيته في الانعكاس على الخوذة.

في عام 1961، وضع الرئيس الأمريكي جون كينيدي تحديًا لبلاده بالوصول إلى القمر وهبوط رائد فضاء عليه بحلول نهاية العقد، مع العودة الآمنة إلى الأرض. عملت وكالة الفضاء الأمريكية، ناسا، على تحقيق هذا الهدف بشكل تدريجي، حيث أرسلت رواد فضاء إلى الفضاء خلال مشروعي ميركوري وجمناي، وصولاً إلى برنامج أبولو. حققت وكالة ناسا هدفها مع أبولو 11، التي هبطت على القمر في 20 يوليو 1969. سار نيل آرمسترونغ وباز ألدرين على سطح القمر، بينما دار مايكل كولينز حول القمر. عادت المهمة إلى الأرض في 24 يوليو 1969، محققة بذلك تحدي كينيدي.
بعد حوالي ساعة ونصف من أول خطوة وضعها آرمسترونغ على سطح القمر، قام ألدرين بتنفيذ تجربة ميكانيكا التربة عبر بصمة الحذاء. قام بتصوير منطقة غير مضطربة من السطح، ثم وضع بصمتين لحذائه وصورهما. لم تتأثر هاتان البصمتان بالنشاطات اللاحقة لرواد الفضاء، ويمكن رؤيتهما في الصور التي التقطت من وحدة الهبوط القمرية إيجل قبل الإقلاع. بعد حوالي 13 دقيقة من التقاط صور البصمات، وبعد أن جمع آرمسترونغ عينة كبيرة من تربة القمر من السطح، كان من المفترض أن يقوم ألدرين بتصوير الموقع الذي تم أخذ المادة منه. بدلاً من ذلك، عرض الكاميرا على آرمسترونغ، ربما شعر أنه بما أن آرمسترونغ هو من أخذ العينة، فهو الأنسب لاستخدام الكاميرا. أخذ آرمسترونغ ثماني صور قبل أن يستأنف ألدرين استخدام الكاميرا؛ وقد اعتُبرت الصورة الثامنة، صورة لألدرين، واحدة من أشهر الصور في التاريخ، حيث تعكس الخوذة صورة المُصوّر، ووحدة الهبوط القمرية، والعلم، وأفق القمر في سماء سوداء لا يمكن تصورها."

## الاقتراح والتشريع
كانت عملات أبولو 11 من بنات أفكار مايك أولسون (Mike Olson)، أحد أعضاء اللجنة الاستشارية للعملات الفيدرالية للمواطنين (the federal Citizens Coinage Advisory Committee) من ولاية أيوا، والذي فكّر في الأمر في فبراير 2014، قبل عدة أشهر من انتهاء فترة ولايته في اللجنة. كان قد أعاد مشاهدة فيلم أبولو 13 (صادر سنة 1995)، وشعر أنه ينبغي إصدار عملة معدنية تكريمًا للذكرى الخمسين لهبوط أبولو 11 على القمر. كانت لجنة المواطنين الاستشارية للعملات المعدنية تُحضّر تقريرها السنوي، وأقنع أولسون زملاءه بإضافة توصية لإصدار عملات تكريماً لأبولو 11. وكان أولسون قد غادر اللجنة في الوقت الذي أعدت فيه اللجنة تقريرها السنوي، لكن الرئيس غاري ماركس تبنّى القضية وأصرّ على تضمينها.
في يناير 2015، ناقش أولسون اقتراحه مع ممثل ولاية أيوا رود بلوم، الذي أحال الأمر إلى بيل بوسي من فلوريدا، الذي كانت منطقته الانتخابية تضم مركز كينيدي للفضاء، والذي عمل عندما كان شاباً في برنامج أبولو. حصل بوسي على موافقة مجموعة من الرعاة من الحزبين وقدم التشريع في يونيو 2015. تم تقديم مشروع قانون لإحياء الذكرى الخامسة والعشرين لهبوط الإنسان على القمر باستخدام العملات المعدنية إلى الكونغرس في عام 1993، لكنه فشل، كما حدث مع مشروع قانون في عام 2007 للاحتفال بالذكرى الخمسين لوكالة ناسا. كانت دار السك قد كرمت هبوط القمر على العملات المعدنية ثلاث مرات من قبل، وذلك في خلفيات دولار أيزنهاور (1971) ودولار سوزان أنتوني (1979)، (والتي كانتا تحملان شارة مهمة أبولو 11)،
وكذلك في إصدار ولاية أوهايو لعام 2002 في سلسلة أرباع الولاية، الذي يصور رائد فضاء من أبولو. تم إحالة مشروع القانون لعام 2015 إلى لجنة الخدمات المالية في مجلس النواب، حيث ظل هناك؛ وقد أعطاه موقع (GovTrack.us) فرصة 13 بالمائة للتنفيذ.
حتى عام 2016، حاول المؤيدون تعزيز الدعم لمشروع القانون، الذي كان قد حصل في نوفمبر على 298 من المؤيدين، وهو ما يكفي للحصول على تصويت في الجلسة الأخيرة للكونغرس (lame-duck session). استمر أولسون في حملته الترويجية، كما فعلت مؤسسة النصب التذكاري لرواد الفضاء ومؤسسة منحة رواد الفضاء، اللتان تم تحديدهما لتلقي بعض الرسوم الإضافية على العملات. وعلى الرغم من دعم ألدرين وكولينز، رائدي الفضاء الناجيين من أبولو 11، إلا أن النسخة الخاصة بمجلس الشيوخ من المشروع كان لديها 11 مؤيدًا فقط، وهو عدد أقل بكثير من الـ 67 المؤيدًا المطلوبين للتصويت. وإذا لم يتم التصويت بنجاح، سيُلغى المشروع في نهاية الكونغرس الـ 114.
في 5 ديسمبر، وهو اليوم الأخير من دورة مجلس النواب، تم طرح مشروع القانون للمناقشة من قبل النائب بوسي، الذي خاطب مجلس النواب لدعم مشروع القانون، وسرد تاريخ أبولو 11. وتحدثت نيديا فيلاسكيز من نيويورك وفريدريكا ويلسون من فلوريدا عن مئات الآلاف من العمال الذين جعلوا مشروع أبولو ممكنًا، وأشادتا بإدراج مؤسسة المنح الدراسية كمستفيد، على أمل أن يكون لهذه العملات المعدنية إرث من الشباب الذين يدخلون العلوم. تحدث بوسي مرة أخرى لفترة وجيزة، وتم تمرير مشروع القانون دون معارضة.
وقد أسفرت المحاولة الأخيرة التي قام بها المؤيدون عن موافقة 70 من أعضاء مجلس الشيوخ على المشروع، أي ثلاثة أعضاء أكثر من المطلوب. قدم السيناتور جون بوزمان من ولاية أركنساس مشروع القانون إلى مجلس الشيوخ في 9 ديسمبر، وتمت الموافقة عليه دون معارضة. أصبح مشروع القانون قانونا عاما (114-282) بتوقيع الرئيس باراك أوباما في 16 ديسمبر 2016، وهو أحد مشاريع القوانين النهائية التي وقع عليها بصفته رئيسًا.
نصّ القانون على أن يتم إصدار هذه العملات المعدنية "تقديرًا للذكرى السنوية الخمسين لأول هبوط مأهول على القمر". وكان من المقرر أن تكون هذه العملات ذات شكل منحني مشابه لعملات قاعة مشاهير البيسبول الوطنية لعام 2014. كانت تلك العملات، بتصميمها المقعر الذي يشبه قفاز البيسبول، قد حققت شعبية كبيرة. كان من المقرر إصدار ما يصل إلى 50 ألف قطعة ذهبية من فئة 5 دولارات (نصف نسر)، و400 ألف دولار فضي بالحجم العادي، و750 ألف نصف دولار من معدن مختلط، بالإضافة إلى 100 ألف دولار فضي إضافي يحتوي على خمسة أونصات تروي من الفضة ويبلغ قطره ثلاث بوصات. وكان من المخطط أن تحمل جميع العملات التصميم ذاته، وأن تكون متوفرة بحالتين: غير متداولة وحالة إثباتية، باستثناء الدولار الفضي ذو الخمس أونصات، الذي سيصدر بحالة إثباتية فقط. تم تحديد أن يتم اختيار التصميم الخاص بالوجه المقعر من خلال مسابقة تصميم. كما تم فرض رسوم إضافية على العملات، تبلغ 35 دولارًا للقطع الذهبية، و50 دولارًا للدولار الفضي ذو الخمس أونصات، و10 دولارات للدولار الفضي الأصغر، و5 دولارات لنصف الدولار.
وبعد أن تُغطّي دار السك تكاليفها، سيتم توزيع نصف الفائض من الأموال على المتحف الوطني للطيران والفضاء التابع لمؤسسة سميثسونيان لدعم معرض (Destination: Moon)، وربع الفائض إلى مؤسسة رواد الفضاء التذكارية، والربع الأخير إلى مؤسسة منحة رواد الفضاء. وتم تحديد أن تكون فترة إصدار العملات خلال عام 2019 فقط..

## التصميم

### الاختيار
في الفترة من 1 مايو إلى 29 يونيو 2017، استقبلت دار سك العملة الأمريكية اقتراحات لتصميم الوجه الأمامي للعملة. تم إخطار أصحاب الأفكار التي اجتازت المرحلة الأولى بحلول 31 يوليو، مع تحديد موعد لتقديم التصاميم المنقحة بحلول 8 سبتمبر. كان مطلوبًا ألا يتضمن الوجه الأمامي صورة لأي شخص حي، بما في ذلك رواد الفضاء، وأن يكون "رمزًا لبرنامج الفضاء الأمريكي الذي أدى إلى أول هبوط مأهول على القمر". تم تقديم ما مجموعه 119 اقتراحًا، وتم تصفيتها إلى 18 تصميمًا نهائيًا بواسطة لجنة مؤلفة من ثلاثة أعضاء من لجنة الفنون الجميلة (CFA) وثلاثة من اللجنة الاستشارية للعملات الفيدرالية للمواطنين (CCAC).
عندما اجتمعت لجنة (CCAC) في 18 أكتوبر 2017، أبدى الأعضاء عدم حماسهم، حيث تنبأ البعض بفشل كبير في المبيعات وأرادوا استبعاد جميع التصاميم. لكن رئيسة اللجنة، ماري لانين (Mary Lannin)، أصرت على ضرورة اختيار أحد التصاميم. وفي اليوم التالي، أعربت لجنة الفنون الجميلة عن بعض الحماس بشأن التصاميم المقترحة. اجتمع أعضاء اللجنة وشاهدوا التصاميم في 20 أكتوبر.

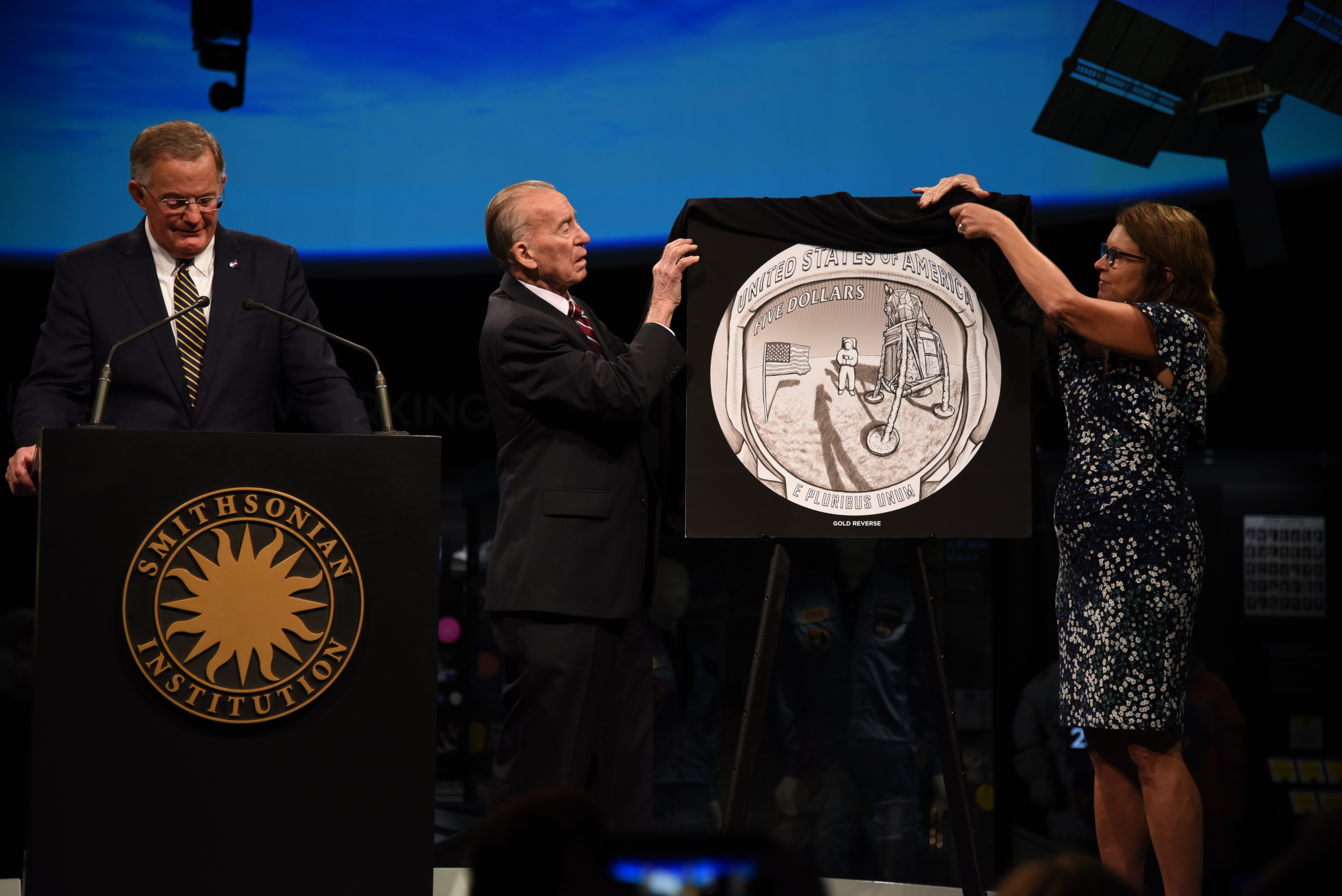
رائد الفضاء أبولو 7 والتر كانينغهام وشيريل تشافي، ابنة رائد الفضاء أبولو 1 روجر تشافي، يكشفان عن تصميم الوجه الخلفي للعملة. يقف مدير دار سك العملة ديفيد رايدر على المنصة.

من بين التصاميم النهائية، تم اختيار تصميم للنحات والميداليست من ولاية مين، غاري كوبر، يُظهر بصمة قدم رائد فضاء على سطح القمر. كان كوبر مهتمًا بالعملات لفترة طويلة، وسبق أن قدم تصميمًا غير ناجح في مسابقة تصميم دولار ساكاجاويا لعام 1998، بالإضافة إلى تصميم آخر غير ناجح لعملة ولاية مين ضمن سلسلة (State Quarters). علّقت لجنة الفنون الجميلة على تصميم بصمة القدم بأنه "قد يبدو مألوفًا بشكل مفرط". خلال الجولة الثانية من مسابقة "أبولو 11"، طلب مسؤولو دار السك منه تقديم نسخ معدلة من تصميمه، مع تغيير مواضع العناصر. وكان أحد هذه البدائل هو الذي فاز بالمسابقة. حصل كوبر على مبلغ إجمالي قدره 5,500 دولار، بما في ذلك 500 دولار كجائزة للمشاركة في الجولة الثانية والباقي كجائزة للفوز. تم تعديل تصميم كوبر لإنتاج القوالب بواسطة النحات والنقاش في دار سك العملة (الآن كبير النقاشين) جوزيف مينا.
قام الفنانون في دار سك العملة بإنتاج ثلاثة تصاميم للوجه الخلفي، وفي يونيو 2017، اتفقت لجنتا (CFA) و(CCAC) على أحدها. كان التصميم من إعداد النحّاتة والنقاشة في دار سك العملة الأمريكية فيبي هيمفيل، التي قامت أيضًا بنقش الجانب الخاص بها من العملة. تم الكشف عن التصاميم الفائزة في 11 أكتوبر 2018، في المتحف الوطني للطيران والفضاء (NASM) في واشنطن العاصمة، بحضور شخصيات بارزة مثل مدير دار سك العملة، ديفيد رايدر (David Ryder)، ورائد الفضاء في مهمة أبولو 7، والتر كانينغهام. خلال الكشف، صرّح رايدر أن الدولار الفضي ذو الخمس أونصات، بمجرد طرحه للبيع، قد يُباع خلال عشر دقائق.

### الوصف

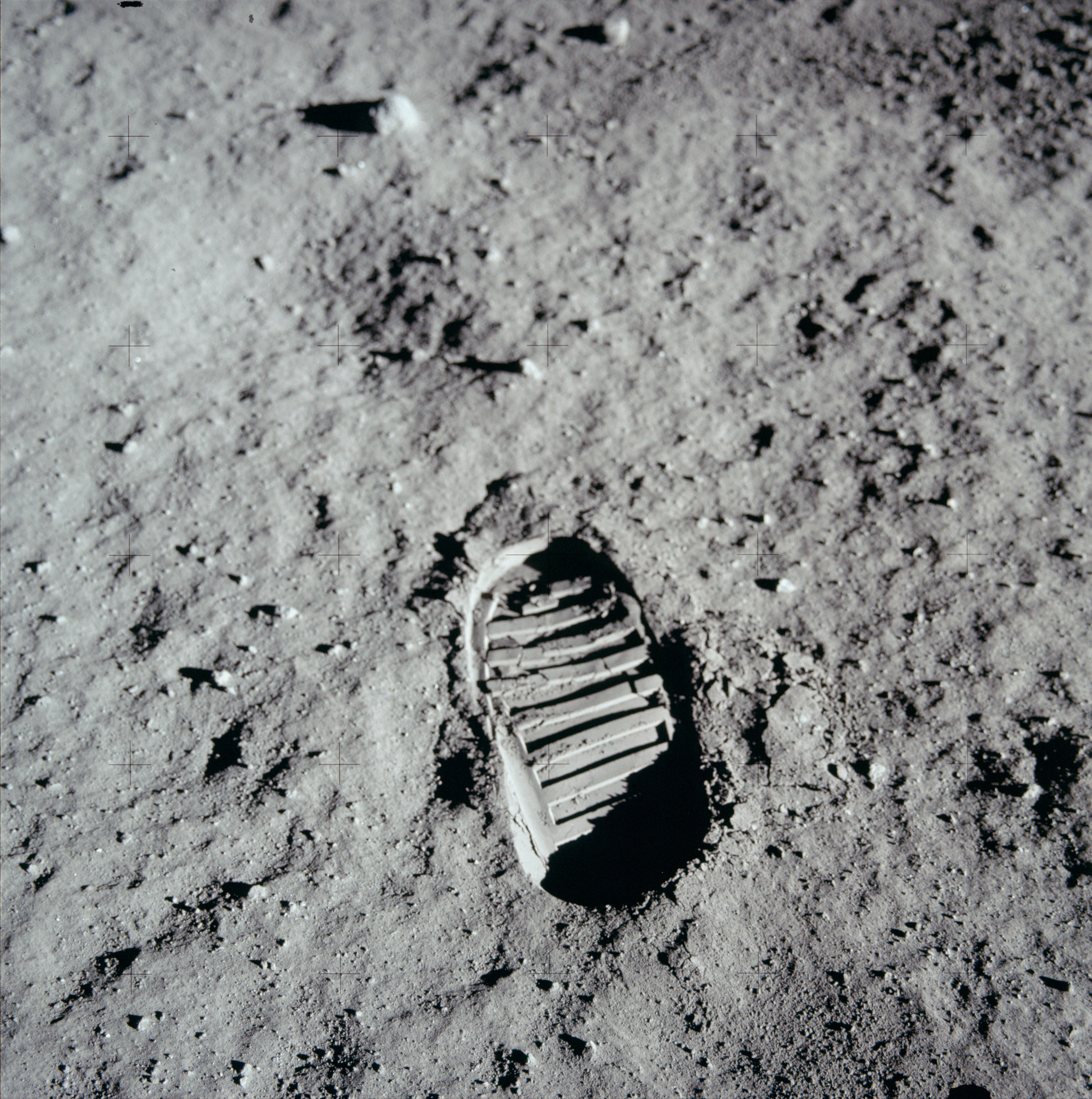
بصمة حذاء ألدرين على القمر

الوجه المشترك للعملات، الذي صممه كوبر، يستند إلى الصورة الشهيرة لبصمة قدم رائد الفضاء التي التقطها باز ألدرين باستخدام آلة التصوير "هاسلبلاد" (Hasselblad)، وهي رمز للخطوة الأولى على سطح القمر. قال كوبر: "أتذكر رؤية تلك البصمات الأولى، وجعلت الكثير من الناس يشعرون وكأنها بصمتهم الخاصة. لم أرَ شيئًا كهذا منذ ذلك الحين." وأشار إلى أن الصورة الأصلية أظهرت الظلال في تجاويف بصمة القدم، مما استدعى منه الإبداع. على الحافة، تظهر الكلمات "ميركوري"، "جيميني"، و"أبولو" (MERCURY, GEMINI and APOLLO)، مفصولة بمراحل القمر التي تتقدم نحو الامتلاء، مما يرمز إلى تقدم برامج ناسا وصولًا إلى الهبوط على القمر. تظهر كلمة (LIBERTY) في الأسفل، مع التاريخ 2019 على اليسار، و"IN GOD WE TRUST" على اليمين. كما تظهر الأحرف الأولى لكوبر ومينا، بالإضافة إلى علامة دار سك العملة التي صُنعت فيها العملة على الوجه الأمامي.

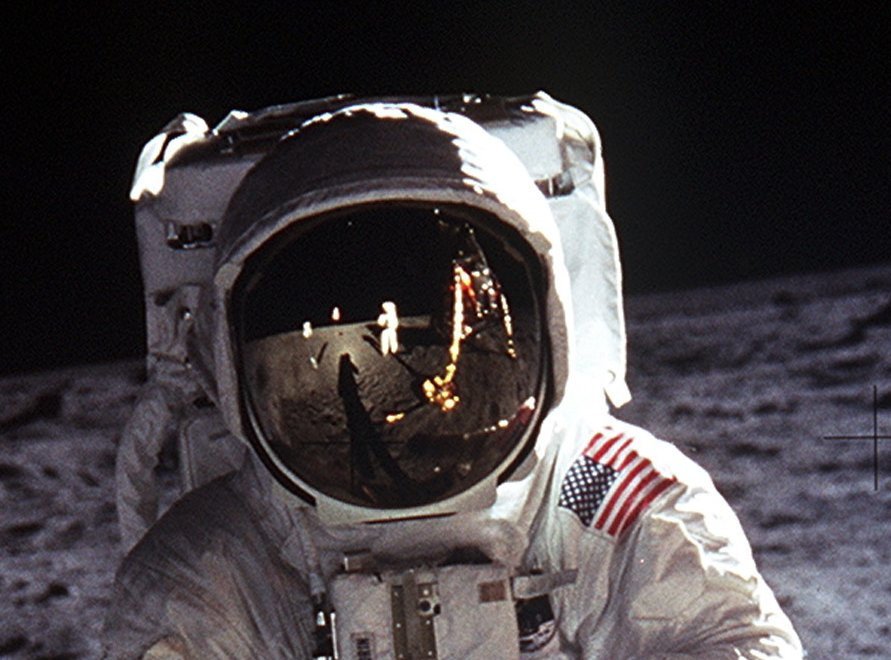
طلب الكونغرس أن تكون صورة خوذة ألدرين مع انعكاس آرمسترونج فيها هي الأساس للوجه الخلفي.

طلب الكونغرس أن يكون الوجه الخلفي "لقطة قريبة من الصورة الشهيرة 'باز ألدرين على القمر' التي التُقطت في 20 يوليو 1969، وتُظهر فقط واقي الرأس وجزءًا من خوذة رائد الفضاء باز ألدرين، حيث يحتوي الواقي على تشطيب معكوس يعكس صورة العلم الأمريكي والمركبة القمرية، بينما يحتوي باقي الخوذة على تشطيب غير لامع." على الرغم من أن ظهور شخص حي على عملة أمريكية أمر غير معتاد، أوجب الكونغرس القيام بذلك في هذه الحالة، مما يجعل ألدرين الشخص السابع الذي يظهر على عملة أمريكية وهو على قيد الحياة وقت سك العملة. وفيما يخص الشخص السادس، نانسي ريغان، فقد ظهرت على عملة ذهبية في سلسلة "السيدة الأولى" في 2016، لكنها توفيت قبل الإصدار الرسمي.
شكل الوجه الخلفي المحدب يهدف إلى محاكاة انحناء واقي خوذة رائد الفضاء. قالت هيمفيل: "بالغت في إظهار الانحناء [في المشهد] لإضفاء وهم الواقي المنحني." على العملات، تم تأطير الواقي بعبارتي (UNITED STATES OF AMERICA) و(E PLURIBUS UNUM)، مع ظهور الفئة النقدية في الزاوية العلوية اليسرى؛ وتم حذف تجربة تركيب الرياح الشمسية التي تظهر في الصورة الأصلية. في انعكاس الواقي، يمكن رؤية المركبة القمرية "إيغل"، والعلم الأمريكي (الذي أُبرز أكثر مما في الصورة الأصلية)، والمصور نيل آرمسترونغ.

## سكّ العملة
في 13 ديسمبر 2018، تم إجراء أول سكّ رسمي للعملات الفضية من كلا الحجمين في دار سك العملة في فيلادلفيا. وكان شارك أبناء رواد الفضاء في أبولو 11، مارك آرمسترونغ، وآندي أولدري، وآني كولينز، في سك العملات من كلا الحجمين. كان من المقرر أن يتمكن الشخصيات البارزة التي شاركت في سك العملات من شراءها بمجرد فتح مبيعاتها للجمهور. كما قام مدير دار السك، رايدر، بسك قطعة فضية بوزن خمسة أونصات، وتوقع أن يحقق برنامج العملات نجاحًا كاملاً. وقد يؤدي هذا النجاح إلى تحقيق 14.5 مليون دولار كرسوم إضافية للمنظمات المستفيدة.
واجهت دار السك صعوبات في تحديد الزاوية المناسبة للانحناءات لضمان سك كامل للعملات، حيث طورت تقنيات جديدة لعملة الدولار الفضية بوزن خمسة أونصات وطبقتها على العملات الأصغر حجمًا. تم إنشاء كل قالب باستخدام معدات تقطيع متقدمة، تلاها إنهاء يدوي دون استخدام قالب رئيسي. أظهرت المحاولات الأولية وجود تشققات في قوالب ساقي مركبة الهبوط القمرية، ومشاكل في تدفق المعدن عند أيدي آرمسترونغ. تم إجراء تعديلات، والتحول من الفضة بنسبة 0.900 إلى الفضة بنسبة 0.999، مما خفف من هذه المشاكل. كانت عملتا الدولار الفضي من أبولو 11 أول عملات تذكارية أمريكية تُسك من الفضة بنسبة 0.999، بينما كانت العملات الفضية التذكارية السابقة تُسك من الفضة بنسبة 0.900. حدث التغيير من المعيار التاريخي لدار السك (0.900) لأنه أصبح قليل الاستخدام، مما دفع دار السك إلى تقديم طلبات خاصة مع المصافي؛ وكان قد تم منح دار السك إذنًا من الكونغرس قبل عدة سنوات لسك عملات تحتوي على 90% على الأقل من الفضة، مما سمح لها بالتوافق مع دور السك الأخرى في العالم باستخدام 0.999. تم سك الدولار الفضي بقطر ثلاث بوصات على آلة (Graebener GMP 1000) الوحيدة في دار سك العملة في فيلادلفيا، والتي تم الحصول عليها لسك أرباع عملات أمريكا الجميلة بقطر ثلاث بوصات. استغرق صنع كل قالب من الدولار الفضي الذي يزن خمسة أونصات 14 ساعة في البداية، وكان من المقرر أن يُسك حوالي 100 عملة؛ وقد تم تخفيض هذا الرقم لاحقًا إلى 11.5 ساعة.
قبل فتح المبيعات في 24 يناير 2019، كان من المتوقع أن بعض أو جميع الأنواع المختلفة للعملات الجديدة قد تُباع بسرعة، مما يجعل هذه المرة الأولى التي يحدث فيها ذلك منذ إصدار عملة "قاعة المشاهير" في 2014. في ذلك الإصدار، تم بيع 50,000 قطعة ذهبية في بضع دقائق، وتم بيع 400,000 دولار فضي في أقل من أسبوعين. لم تُبع العملات نصفية المغلفة بالكامل، لكن تم بيع أكثر من 400,000 من أصل 750,000، مما أدى إلى رسوم إضافية بلغت ما يقرب من 8 مليون دولار لصالح المستفيد المحدد، "قاعة مشاهير ومتحف كرة القاعدة ‏".
في 18 يناير، تم الإعلان عن الأسعار الأولية للعملات غير الذهبية؛ أما أسعار العملات الذهبية، التي ستتذبذب حسب السوق، فسيتم تحديد ذلك عند اقتراب موعد افتتاح المبيعات. كان من المقرر أن تكلف عملة الدولار الفضّي بوزن خمسة أونصات من دار سك فيلادلفيا 224.95 دولارًا، مع حد أقصى للطلب المنزلي عملة واحدة. بينما كان من المقرر أن تكلف عملة الدولار الفضّي الأصغر 54.95 دولارًا للعملة المثبتة و51.95 دولارًا للعملة غير المتداولة، مع حد أقصى للطلب المنزلي 100 عملة. بينما كانت عملة نصف الدولار في حالة غير متداولة، المصدرة من دار سك العملة في دنفر، تكلف 25.95 دولارًا لكل واحدة، بينما كانت العملة المثبتة (التي تم سكها في دار سك سان فرانسيسكو) تكلف 27.95 دولارًا، دون حد أقصى للطلب. تم إصدار مجموعة تحتوي على العملة المثبتة لنصف دولار أبولو 11 ونصف دولار كينيدي لعام 2019 في حالة مثبتة محسنة، مُقيّدة بـ 100,000 مجموعة مع حد أقصى للطلب خمس مجموعات، بسعر 53.95 دولارًا. تم إصدار هذه المجموعة لتوثيق العلاقة بين الرئيس كينيدي وبرنامج الفضاء الأمريكي. وقبل فتح المبيعات في 24 يناير، تم تحديد أسعار العملات الذهبية، التي تم سكها في دار سك العملة في ويست بوينت، حيث تم تحديد سعر العملة الذهبية المثبتة بـ 418.50 دولارًا، وسعر العملة الذهبية غير المتداولة بـ 408.50 دولارًا، مع حد أقصى للطلب عملة ذهبية واحدة لكل منزل، بغض النظر عن الحالة. تم تحديد هذه الأسعار وفقًا لجدول تسعير المنتجات الذهبية التذكارية من دار السك.

## التوزيع

### الإصدار

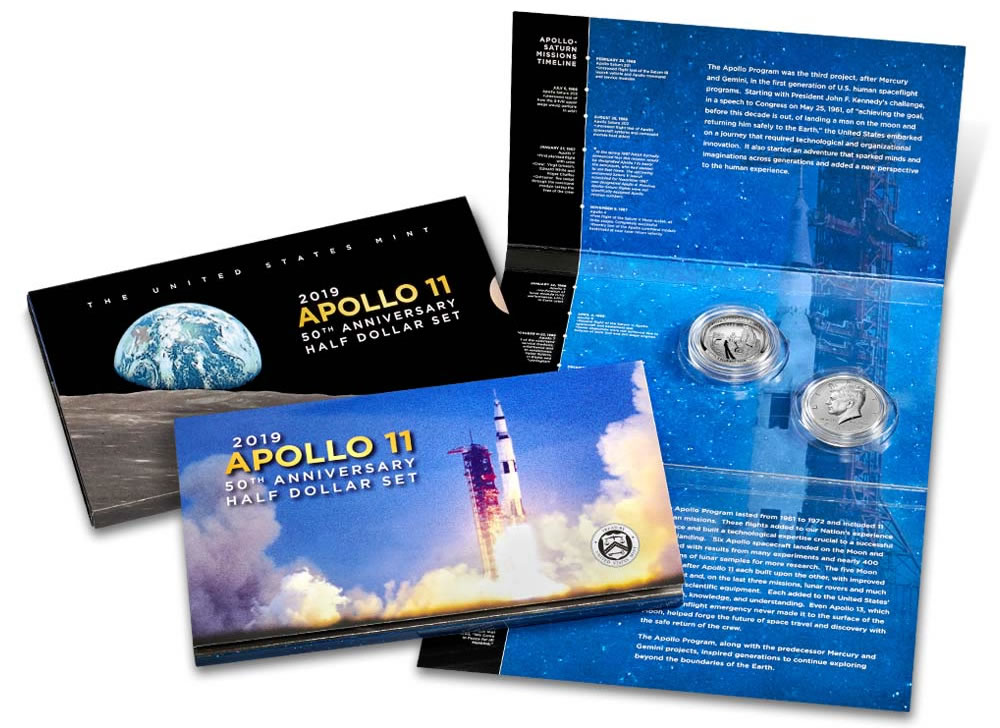
المجموعة المكونة من نصف دولارين التي تقدمها دار سك العملة الأمريكية

أُقيمت مراسم للاحتفال بإصدار عملات أبولو 11 في مجمع زوار مركز كينيدي للفضاء ‏ في 24 يناير 2019. خلال الحفل، تحدث تشارلز دوك، الطيار في وحدة الهبوط القمري لأبولو 16 والمسؤول عن الاتصالات (CAPCOM)، عن أن الإصدار الجديد سيُعيد إلى الأذهان ذكريات يوم هبوط أبولو 11 على سطح القمر. كما أشاد ديوك بأن الإصدار سيسهم في جمع الأموال لأغراض نبيلة، وأعلن أنه يخطط لشراء بعض العملات الذهبية. كان من المقرر أن يتحدث رايدر في الحدث الذي أُقيم في فلوريدا، لكنه لم يتمكن من الحضور بسبب التعطيل الجزئي المستمر للحكومة.
بدأت مبيعات عملات أبولو 11 للجمهور في 24 يناير 2019 على الساعة 12 ظهرًا بالتوقيت الشرقي القياسي، عبر موقع دار السك على الإنترنت وعبر الهاتف؛ وكانت متاحة أيضًا في مركز المبيعات في مقر دار السك في واشنطن، وفي دار سك فيلادلفيا ودنفر، وفي موقع المراسم في مركز كينيدي للفضاء. أبلغ الجامعون عن صعوبات بسيطة في تقديم طلباتهم عبر الإنترنت، وعلى الرغم من أن عملة الدولار بوزن ثلاثة بوصات دخلت حالة الطلب المتأخر في غضون ساعة، فقد أظهرت الأرقام التي نشرتها دار السك أن أيًا من العملات لم تقترب من البيع بالكامل في أول يوم من المبيعات.
أثارت مسألة أن أيًا من العملات لم تُبع بالكامل في يوم الإصدار ردود فعل متباينة. فقد اقترح ديف هاربر، رئيس تحرير (Numismatic News)، أن البرنامج قد يكون فاشلًا، وأن أرقام المبيعات "تُظهر بالفعل نقصًا في الحماس المبكر". من جهة أخرى، أعرب أولسون عن سعادته بمبيعات اليوم الأول، وتوقع أن تُباع جميع العملات بنهاية العام، وأشار إلى أنه لم يُستبعد أي جامع من الحصول على العملات. اعتبر المدونون في منتديات العملات أن المبيعات كانت مخيبة للآمال، وأن ذلك ينبئ بمستقبل ضعيف لعلم العملات في الولايات المتحدة.
تم بيع إجمالي 296,311 من عملات أبولو 11 في أول 24 ساعة، مع تصدر الدولار الفضّي ذي الخمس أونصات في عدد المبيعات (51,271)، وفي نسبة العملات المباعة من إجمالي الإذن بالسك (51.3٪). في الساعة 12 ظهرًا بالتوقيت الشرقي القياسي في 25 يناير، تم إلغاء الحد الأقصى لعدد العملات التي يمكن بيعها للأسرة الواحدة.

### استمرار المبيعات

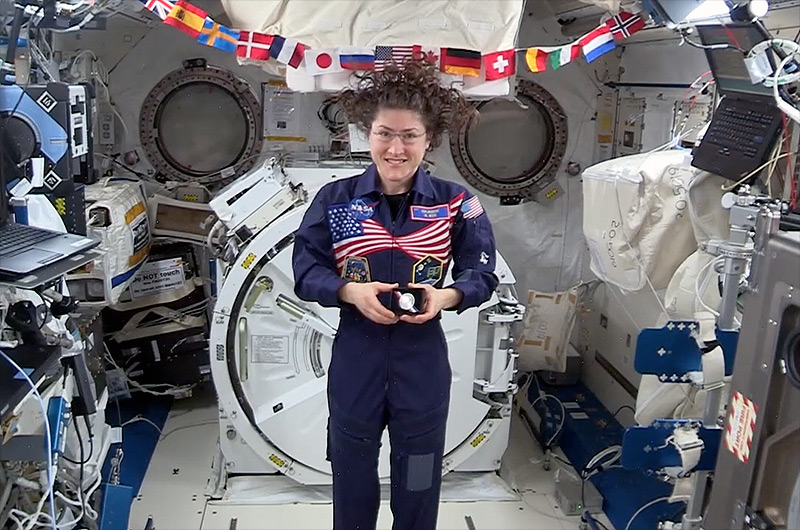
رائدة الفضاء في وكالة ناسا كريستينا كوش، تحمل أحد نصفي الدولار على متن محطة الفضاء الدولية

في 29 يناير، أعلنت دار السك العملة أن العبوات الخاصة بـ 70,000 مجموعة من عملات النصف دولار التي تم شحنها، والتي تحتوي على عملة نصف دولار أبولو 11 لعام 2019 بحالة إثبات، وعملة نصف دولار كينيدي لعام 2019 في حالة إثبات محسنة، احتوت على خطأ (factual error). حيث نسبت العبوة تصميم جانبَي عملة نصف دولار كينيدي إلى غيلروي روبرتس (Gilroy Roberts)، الرئيس السابق لمصممي العملات، في حين أنه في الواقع كان قد صمم الوجه الأمامي فقط، بينما كان فرانك غاسبارو (Frank Gasparro) مسؤولاً عن تصميم الوجه الخلفي. توقفت دار السك العملة عن الشحنات وأعدت خططاً لإعداد عبوات مصححة. تم تحديد حد الإنتاج لمجموعة النصف دولار هذه بـ 100,000 حيث كان ذلك هو الحد المسموح به للعملة الخاصة بنصف دولار كينيدي. تم توفير حافظات (sleeves) بديلة للزبناء الذين اشتروا مجموعة النصف دولار بدءًا من أواخر مايو.
وصلت مبيعات مجموعة النصف دولار إلى 94,119 بحلول 10 فبراير، وأصبحت غير متوفرة على موقع دار سك العملة. وقد كان مؤشرًا على نفاد القطعة الخاصة من عملة كينيدي، التي تم إصدارها فقط ضمن المجموعة، ولكن لم تنفد عملة نصف دولار أبولو 11 بعد – حيث تم بيع 163,434 منها فقط حتى ذلك التاريخ، أي أقل من خمس المبلغ المسموح به. بحلول 21 فبراير، تم بيع جميع مجموعات عملة نصف الدولار بالكامل. في 25 فبراير في الساعة 3 مساءً بالتوقيت الشرقي القياسي، انتهى التسعير التمهيدي (introductory pricing) وارتفعت الأسعار بمقدار 5 دولارات.
كان رايدر قد تعهّد في حفل السك الأول في ديسمبر 2018 بأن بعض العملات ستُرسل إلى الفضاء، وقد تحقق ذلك في 4 مايو 2019، عندما تم إطلاق المركبة الفضائية "سبيس إكس دراجون" مع عُملتين نصف دولار إثبات من 2019 ضمن الحمولة المتجهة إلى محطة الفضاء الدولية. وعادت العملات إلى الأرض في 3 يونيو، على المركبة الفضائية ذاتها. كان من المُقرر أن تُشكل إحدى العملات التي تم إرسالها جزءًا من معرض (Destination: Moon) في مؤسسة سميثسونيان، بينما سيتم عرض العملة الأخرى في مقر دار سك العملة.
في 6 مايو، تم عرض منتج يضم عملة نصف دولار أبولو 11 من عام 2019 مع عملة أسترالية من فئة 5 دولارات منحوتة بشكل منحني إحياءً لذكرى الهبوط على القمر، من قبل دار سك العملة الملكية الأسترالية، مع تحديد الإنتاج في 10,000 وحدة. اشترت دار سك العملة الملكية الأسترالية العملات من دار سك العملة الأمريكية بخصم بالجملة؛ كما قدمت دار سك العملة الأمريكية إعلانًا على موقعها الإلكتروني ورابطًا إلى موقع دار السك الأسترالية. كما تعاونت دار سك العملة الأمريكية مع دار سك الملكية الإسبانية لإصدار مجموعات من العملات – حيث كانت أستراليا وإسبانيا قد استضافتا محطات تتبع لمشروع أبولو. قامت دار سك العملة الملكية الكندية بعرض 1,969 عملة من فئة الدولار الفضي الأصغر بحالة إثبات، مع تغطية كل عملة داخل قضيب فضي، بسعر 369.95 دولار كندي أو 296.00 دولار أمريكي.

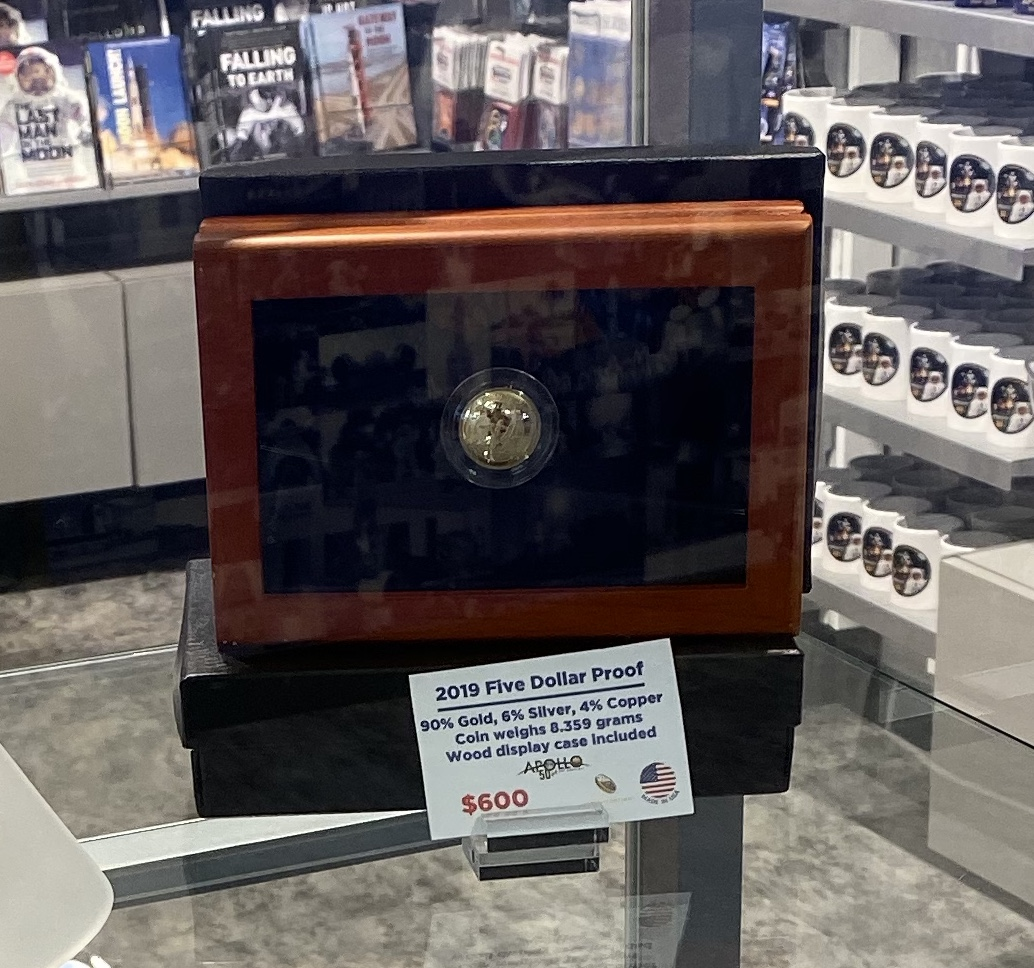
عملة أبولو 11 بقيمة 5 دولارات معروضة للبيع في مجمع زوار مركز كينيدي للفضاء، نوفمبر 2019

بحلول 30 يونيو، كانت دار سك العملة قد باعت 28,068 من عملات نصف النسر (حالة إثبات) و11,168 من غير المتداولة. وكانت مبيعات الدولار الفضي الأصغر 171,957 في حالة إثبات و52,870 في حالة غير متداولة. وبالنسبة للدولار الفضي الأكبر، فتم بيع 61,037 وحدة. أما عملة نصف الدولار 2019 الخاصة بأبولو 11، وهي عملة إثبات، فقد تم بيع 99,997 وحدة كجزء من مجموعة نصف الدولار و55,297 بشكل منفرد؛ بينما تم بيع 36,820 قطعة من نصف الدولار غير المتداولة من دنفر. ساهمت القصص المتعلقة بالذكرى الخمسين للهبوط على سطح القمر في زيادة المبيعات في يوليو؛ حيث كانت أربعة من أصل عشرة عناصر مبيعًا لدى دار السك في الأسبوع المنتهي في 21 يوليو من عملات أبولو 11، حيث حقّقت السلسلة أفضل مبيعات أسبوعية لها منذ فبراير.
ابتداءً من 7 أغسطس، بدأت دار السك في بيع مجموعات تحتوي على عملة بقيمة 5 دولارات أو الدولار الفضي الأصغر في حالة إثبات مع طباعة احتفاءً بأبولو 11 من مكتب النقش والطباعة. تم تحديد الأسعار عند 78.95 دولارًا للمجموعة التي تحتوي على الطباعة والدولار الفضي و19 دولارًا فوق سعر العملة الذهبية لمجموعة الطباعة وعملة 5 دولارات. نظرًا لارتفاع سعر الذهب، كانت دار السك تبيع عملة 5 دولارات بشكل منفصل بسعر 485 دولارًا. دخلت الخيارات البيعية الجديدة في حالة طلب مؤجل في اليوم نفسه الذي بدأت فيه المبيعات. بعد 19 يومًا من المبيعات، حتى 25 أغسطس، تم بيع 681 من مجموعات عملة الـ5 دولارات، و2,570 من مجموعات الدولار الفضي. وبحلول 29 سبتمبر، بلغ إجمالي المبيعات 31,331 من عملات نصف النسر (حالة إثبات) بشكل منفرد (بالإضافة إلى 825 تم بيعها مع الطباعة)، و11,713 غير متداولة؛ و65,463 من الدولارات الفضية بحجم ثلاث بوصات؛ و200,712 من الدولارات الفضية الصغيرة في حالة إثبات بشكل منفرد (بالإضافة إلى 3,122 مع الطباعة)، و56,960 غير متداولة؛ و99,998 من مجموعات نصف الدولار؛ و62,470 من نصف الدولار الإضافية (حالة إثبات)؛ و40,170 من نصف الدولار غير المتداولة. في منتدى دار السك للنقود الذي عقد في فيلادلفيا في أكتوبر، توقع مدير دار السك رايدر، بيع 90,000 من الدولارات الفضية ذات الخمس أونصات.

### ختام المبيعات

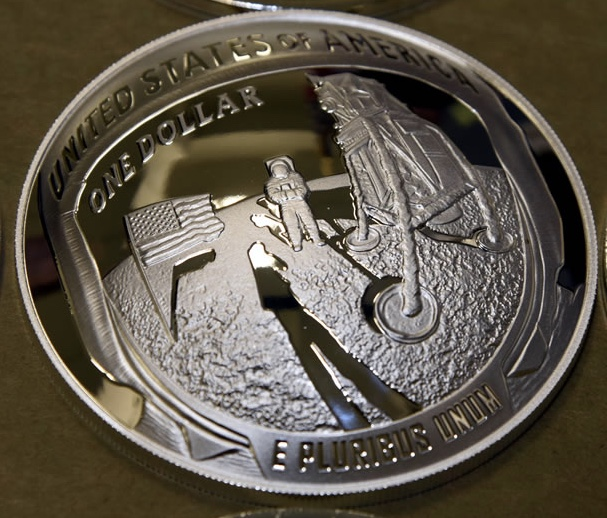
الوجه الخلفي للدولار الفضي الذي تم سكّه في 13 ديسمبر 2018.

لم تُعلن دار سك العملة عن أرقام المبيعات الأسبوعية بعد 3 نوفمبر 2019، وذلك بسبب مغادرة الموظفين المسؤولين عن ذلك، والحاجة إلى تدريب بُدلاء لهم. كان التحديث التالي خاصًا بالمبيعات حتى 16 ديسمبر، وقد أصدره متحدث باسم دار سك العملة، والذي أشار إلى أن التقارير الأسبوعية المنتظمة لن تُستأنف حتى يناير 2020. أظهر التقرير المبيعات على النحو التالي: 32,597 قطعة نصف ذهبية من فئة الإثبات بمفردها (بالإضافة إلى 1095 عملة تم بيعها مع النسخة المطبوعة)، و11969 عملة غير متداولة؛ و67683 دولارًا فضيًا بمقاس ثلاث بوصات؛ و216077 دولارًا فضيًا أصغر من فئة الإثبات بمفردها (بالإضافة إلى 4683 عملة مع النسخة المطبوعة)، و59158 عملة غير متداولة؛ و99998 مجموعة نصف دولار؛ و66041 عملة نصف دولار إضافية؛ و41449 عملة نصف دولار غير متداولة. وبحلول هذا الوقت، كان نصف النسر غير المتداول يباع مقابل 462.75 دولارًا، وفي النسخة المطبوعة مقابل 472.75 دولارًا. تم إيقاف بيع عملات أبولو 11، بالإضافة إلى العملة التذكارية الأخرى لعام 2019، وهي عملات الذكرى المئوية للفيلق الأمريكي، في 27 ديسمبر 2019، على الساعة 11:59 مساءً بتوقيت شرق الولايات المتحدة. تم إصدار أرقام المبيعات حتى 12 يناير 2020 بعد ذلك، وكانت خاضعة للتعديل من قبل دار السك، ولكن الأرقام اللاحقة اعتبارًا من عام 2021 لم تكشِف عن أي تغييرات. تفوقت مبيعات عملات أبولو على مبيعات عملات الفوج الأمريكي بهامش كبير، والتي تضمنت نصف دولار، ودولارًا أصغر، ونصف قطعة ذهبية، مع تساوي حدود سك العملات في كلا الإصدارين.
توقع ويليام غيبس (William T. Gibbs)، المحرر الإداري لمجلة (Coin World)، أن يتم بيع الدولار الفضي ذو الخمس أونصات خلال 24 ساعة. وفي يناير 2020، عاد لمراجعة توقعه قائلاً: "لقد بالغت في تقدير الاهتمام بهذه العملة، على الرغم من أنها تتمتع بنقاط بيع قوية، إذ أحيت ذكرى حدث بالغ الأهمية، كانت أول عملة أمريكية بوزن خمسة أونصات وبشكل محدب/مقعر." وفي أوائل ديسمبر، اعتبر جوشوا مكموروا-هيرنانديز (Joshua McMorrow-Hernandez) من (CoinWeek) عملات أبولو 11 بأنها "البرنامج التذكاري الأكثر نجاحًا لدار السك الأمريكية منذ العملات الخاصة بقاعة مشاهير البيسبول عام 2014. إذ من الواضح أن مبادرة أبولو 11 أثارت صدى عاطفيًا لدى الكثيرين، وتُشير الأرقام القوية بوضوح إلى أن العديد من الأشخاص الذين اشتروا هذه العملات ليسوا من داخل مجتمع هواة جمع العملات."
في فبراير 2021، حصل الدولار الفضي الأكبر حجمًا على جائزة أفضل عملة فضية، وأفضل عملة لحدث معاصر في جائزة عملة العام (Coin of the Year) السنوية. وفي الأول من مارس 2021، أُعلن عن الجائزة الكبرى لعملة العام للإصدارات المؤرخة في 2019، حيث فازت عملة أبولو 11 بالجائزة. وفي أكتوبر 2023، تم اختيار الدولار الفضي الأكبر حجمًا كأفضل عملة فضية قابلة للجمع في مؤتمر مديري دار السك لعام 2023.

## ملخص المبيعات
استنادًا إلى تقرير دار السك الصادر في 14 فبراير 2021:
| خيار المبيعات                                   | السعر الأولي                                       | دار السك وعلامة السك | العدد المسموح بسكّه | إجمالي المبيعات | ملاحظات                                              |
| ----------------------------------------------- | -------------------------------------------------- | -------------------- | ------------------ | --------------- | ---------------------------------------------------- |
| 5 دولارات بحالة إثبات                           | 418.50 دولار                                       | وست بوينت (W)        | 50,000             | 32,862          |                                                      |
| 5 دولارات بحالة إثبات مع الطباعة                | 504.00 دولار (سعر القطعة الذهبية زائد 19.00 دولار) | وست بوينت (W)        | 50,000             | 1,162           | معروض للبيع في 7 أغسطس 2019                          |
| 5 دولارات غير متداولة                           | 408.75 دولار                                       | وست بوينت (W)        | 50,000             | 12,035          | 46,059 إجمالي القطع من فئة 5 دولارات المباعة         |
| 1 دولار (أكبر حجمًا)                             | 224.95 دولار                                       | فيلادلفيا (P)        | 100,000            | 68,301          |                                                      |
| 1 دولار (أصغر حجمًا) بحالة إثبات                 | 54.95 دولار                                        | فيلادلفيا (P)        | 400,000            | 218,995         |                                                      |
| 1 دولار (أصغر حجمًا) بحالة إثبات مع الطباعة      | 78.95 دولار                                        | فيلادلفيا (P)        | 400,000            | 4,890           | معروض للبيع في 7 أغسطس 2019                          |
| 1 دولار (أصغر حجمًا) غير متداول                  | 51.95 دولار                                        | فيلادلفيا (P)        | 400,000            | 59,700          | 283,585 إجمالي الدولارات الفضية الأصغر المباعة       |
| 0.50 دولار بحالة إثبات                          | 27.95 دولار                                        | سان فرانسيسكو (S)    | 750,000            | 66,301          |                                                      |
| 0.50 دولار بحالة إثبات مع نصف دولار كينيدي 2019 | 53.95 دولار                                        | سان فرانسيسكو (S)    | 750,000            | 99,998          | محدودة بـ 100,000 مجموعة. نفدت بحلول 21 فبراير 2019. |
| 0.50 دولار غير متداول                           | 25.95 دولار                                        | دنفر (D)             | 750,000            | 41,742          | 208,041 نصف دولار مبيعًا                              |

طُرحت جميع القطع للبيع في 24 يناير 2019، وتوقّف بيعها بعد 27 ديسمبر 2019، باستثناء ما سبق ذكره. ارتفعت الأسعار بمقدار 5 دولارات في 25 فبراير لجميع الخيارات التي كانت متوفرة حينها. أما الخيارات التي تشمل قطع الخمس دولارات، فكانت أسعارها تتغير بناءً على السعر السوقي للذهب.

## ملحوظات
1. ↑  21 يوليو 1969 بالتوقيت العالمي.[29]
2. ↑  الخمسة السابقون هم توماس إي كيلبي على نصف دولار ألاباما المئوي، وكالفين كوليدج على نصف دولار سيسكوينتينيال، وكارتر قلاس على نصف دولار لينشبورج سيسكوينتينيال، وجوزيف تايلور روبنسون على نصف دولار أركنساس روبنسون، ويونيس كينيدي شرايفر على دولار الألعاب العالمية للأولمبياد الخاص الفضي.[30]

## روابط خارجية
- إصدار أبولو ضمن العملات التكارية في دار السك الأمريكية (بالإنجليزية)
- رائدة الفضاء كريستينا كوش من وكالة ناسا مع إحدى العملات المعدنية على متن محطة الفضاء الدولية على يوتيوب (بالإنجليزية)